# Günter Netzer
Günter Theodor Netzer  (14 de setembre de 1944, Mönchengladbach) és un ex jugador de futbol alemany i director general de l'equip, actualment treballa en el negoci dels mitjans. Com a jugador, va ser considerat com un dels més grans passadors en la història del futbol. Com a tal, va ser votat com a millor futbolista de l'any a Alemanya en dues ocasions, el 1972 i 1973.